# Chamaecrista calycioides
Chamaecrista calycioides là một loài thực vật có hoa trong họ Đậu. Loài này được (Collad.) Greene miêu tả khoa học đầu tiên.